# Памятные монеты евро Бельгии
Золотые и серебряные монеты евро Бельгии — специальные монеты евро, выпускаемые каждой страной Еврозоны, из золота и серебра, а также из других металлов. Бельгия вошла в Еврозону 1 января 2002 года. С этой даты Национальный банк Бельгии начал выпуск национальных монет евро, также появились и памятные монеты из золота и серебра.
Эти монеты принимают к оплате только в Бельгии, в отличие от обычных монет евро выпускаемых в Бельгии, которые являются законным платежным средством во всех странах еврозоны. Это означает, что коллекционные монеты из золота и серебра не могут быть использованы в качестве денег в других странах Еврозоны. Их рыночная цена значительно превышает их номинальную стоимость, эти монеты не предназначены для использования в качестве платежного средства, хотя это остается возможным. По этой причине, они обычно называются коллекционными монетами.
Коллекционные монеты евро Бельгии посвящены годовщинам различных событий и историческим событиям. Иногда монеты посвящены текущим событиям имеющим важное значение для граждан Бельгии. Бельгия чеканит пять вариаций этих монет с 2002 года, из золота и серебра, номиналом от 10 до 100 евро. Дизайн монет разработал Люк Люикс.

## Таблица
С января 2002, Бельгия выпускает 5 вариаций коллекционных монет евро. Всего было выпущено коллекционных монет: две в 2002 году, две в 2003 году, четыре в 2004 году, четыре в 2005 году, шесть в 2006 году, шесть в 2007 году, семь в 2008 году, шесть в 2009 году, семь в 2010 году, семь в 2011 году и четыре в 2012 году
В следующей таблице показано количество монет, отчеканенных за год. В первом разделе, монеты сгруппированы по металлу, в то время как во второй части они сгруппированы по номиналу.
| Год | Выпущены                             |                    | Металл  | Металл | Металл |     | Номинал монеты | Номинал монеты | Номинал монеты | Номинал монеты | Номинал монеты | Номинал монеты | Номинал монеты |
| Год | Выпущены                             | Золото             | Серебро | Другие | €100   | €50 | €25            | €20            | €12.5          | €10            | €5             |                |                |
| 2002 | 2                                    | 1                  | 1       | –      | 1      | –   | –              | –              | –              | 1              | –              |                |                |
| 2003 | 2                                    | 1                  | 1       | –      | 1      | –   | –              | –              | –              | 1              | –              |                |                |
| 2004 | 4                                    | 2                  | 2       | –      | 1      | 1   | –              | –              | –              | 2              | –              |                |                |
| 2005 | 4                                    | 1                  | 3       | –      | 1      | –   | –              | 1              | –              | 2              | –              |                |                |
| 2006 | 6                                    | 3                  | 3       | –      | 1      | 1   | –              | –              | 1              | 3              | –              |                |                |
| 2007 | 6                                    | 3                  | 3       | –      | 1      | 1   | –              | 1              | 1              | 2              | –              |                |                |
| 2008 | 7                                    | 3                  | 4       | –      | –      | 1   | 1              | –              | 1              | 2              | 2              |                |                |
| 2009 | 6                                    | 3                  | 3       | –      | 1      | 1   | –              | 1              | 1              | 2              | –              |                |                |
| 2010 | 7                                    | 3                  | 4       | –      | 1      | 1   | –              | 3              | –              | 1              | 1              |                |                |
| 2011 | 7                                    | 4                  | 3       | –      | 1      | 2   | –              | –              | 1              | 2              | 1              |                |                |
| 2012 | 4                                    | 2                  | 2       | –      | 1      | 1   | –              | –              | –              | 2              | –              |                |                |
| Всего | 55                                   | 26                 | 29      | 0      | 10     | 9   | 1              | 6              | 5              | 20             | 4              |                |                |
| \| Монеты этого достоинства выпущены в этом году \| Монеты этого достоинства не выпущены \| План выпуска монет \| |                                      |                    |         |        |        |     |                |                |                |                |                |                |                |
| Монеты этого достоинства выпущены в этом году                                                                     | Монеты этого достоинства не выпущены | План выпуска монет |         |        |        |     |                |                |                |                |                |                |                |

## Монеты 2002 года выпуска
| | 50-я годовщина открытию Брюссельской железнодорожной ветки Норд-Миди |                                                  |                                                  |  |
| Художник: Люк Люикс (Luc Luycx) | Художник: Люк Люикс (Luc Luycx)                                      | Монетный двор: Королевский монетный двор Бельгии | Монетный двор: Королевский монетный двор Бельгии |  |
| Номинал: €10 | Металл: Ag 925 (серебро 925 пробы)                                   | Тираж: 50,008                                    | Качество: пруф                                   |  |
| Дата выпуска: 16 октября 2002 | Диаметр: 33 мм                                                       | Вес: 18.75 г                                     | Качество: пруф                                   |  |
| Евро было введено в Еврозоне с 1 января 2002. Начиная с этой даты Бельгия начала выпуск собственных коллекционных монет евро. Данная монета стала первой коллекционной монетой евро Бельгии. Аверс: Поезд, входящий в туннель железнодорожной ветки Норд-Миди неподалёку от Брюсселя. На монете выгравированы надписи Noord-Zuidverbinding Jonction Nord-Midi (железнодорожная ветка Норд-Миди на голландском и французском), также 1952 год (в который она была открыта) и год юбилея — 2002. Реверс: В правой части монеты изображён король Бельгии Альберт II, стоящий в окружении звезд, представляющих собой Европейский союз. Название «Бельгия» выгравировано на трех официальных языках страны, а также номинал 10 евро. |                                                                      |                                                  |                                                  |  |
| |                                                                      |                                                  |                                                  |  |
| | 50-я годовщина Европейскому объединению угля и стали                 |                                                  |                                                  |  |
| Художник: Люк Люикс (Luc Luycx) | Художник: Люк Люикс (Luc Luycx)                                      | Монетный двор: Королевский монетный двор Бельгии | Монетный двор: Королевский монетный двор Бельгии |  |
| Номинал: €100 | Металл: Au 999 (золото 999 пробы)                                    | Тираж: 5,013                                     | Качество: пруф                                   |  |
| Дата выпуска: 16 декабря 2002 | Диаметр: 29 мм                                                       | Вес: 15.55 г                                     | Качество: пруф                                   |  |
| Эта золотая монета является первой, после введения евро в 2002 году, выпущенная Бельгией. Аверс: Три портрета: Роберта Шумана, Поля-Анри Спаака и Конрада Аденауэра. Реверс: Карта Европейского Союза 2002 года; название страны на трёх официальных языках и номинальная стоимость в 100 евро. |                                                                      |                                                  |                                                  |  |

## Монеты 2003 года выпуска
| | 100-летие со дня рождения Жоржа Сименона         |                                                  |                                                  |  |
| Художник: Люк Люикс (Luc Luycx) | Художник: Люк Люикс (Luc Luycx)                  | Монетный двор: Королевский монетный двор Бельгии | Монетный двор: Королевский монетный двор Бельгии |  |
| Номинал: €10 | Металл: Ag 925 (серебро 925 пробы)               | Тираж: 45,086                                    | Качество: пруф                                   |  |
| Дата выпуска: 20 февраля 2003 | Диаметр: 33 мм                                   | Вес: 18.75 г                                     |                                                  |  |
| Хотя известный литературный герой, детектив-инспектор Мегрэ, был парижанином, Жорж Сименон является одним из самых известных бельгийских писателей 20-го века. Сименон написал около 200 романов, многие из них переведены на русский язык и более пятидесяти были экранизированы. Два из них, мой друг Мегрэ (1949) и Мегрэ в суде (1960) были названы в 1987 году, как два из ста лучших романов детективного жанра. Памятная монета 10 евро выпущена в честь столетия со дня его рождения (13 февраля 1903). Аверс: Портрет Жоржа Сименона. Реверс: Карта Европейского Союза с 2003 года. Название «Бельгия» выгравировано на трех официальных языках, а также номинал 10 евро, в окружении 12 звезд Европейского Союза. |                                                  |                                                  |                                                  |  |
| |                                                  |                                                  |                                                  |  |
| | 200-летняя годовщина денежной реформы во Франции |                                                  |                                                  |  |
| Художник: Люк Люикс (Luc Luycx) | Художник: Люк Люикс (Luc Luycx)                  | Монетный двор: Королевский монетный двор Бельгии | Монетный двор: Королевский монетный двор Бельгии |  |
| Номинал: €100 | Металл: Au 999 (золото 999 пробы)                | Тираж: 4,503                                     | Качество: пруф                                   |  |
| Дата выпуска: 15 ноября 2003 | Диаметр: 29 мм                                   | Вес: 15.55 г                                     |                                                  |  |
| Аверс: Аверс и реверс «франка Жерминаль», выпущенного в 1803 году. Некоторые историки считают, что, поскольку такие монеты выпускались из золота и серебра, это послужило поводом для создания биметаллической системы. Реверс: Портрет короля Альберта II. В левой части монеты, изображена королевская монограмма и бельгийская корона. Название «Бельгия» выгравировано на трех официальных языках в центре, а также номинал 100 евро. |                                                  |                                                  |                                                  |  |

## Монеты 2004 года выпуска
| | 75 лет Тинтина                              |                                                  |                                                  |  |
| Художник: Люк Люикс (Luc Luycx) | Художник: Люк Люикс (Luc Luycx)             | Монетный двор: Королевский монетный двор Бельгии | Монетный двор: Королевский монетный двор Бельгии |  |
| Номинал: €10 | Металл: Ag 925 (серебро 925 пробы)          | Тираж: 50,006                                    | Качество: пруф                                   |  |
| Дата выпуска: 4 января 2004 | Диаметр: 33 мм                              | Вес: 18.75 г                                     |                                                  |  |
| Монета выпущена в честь 75-летия знаменитого бельгийского героя мультфильмов Тинтина, также известного как Kuifje. Выпуск этой монеты стал событием в мире нумизматов и даже бельгийский министр финансов Дидье Рейндерс принял участие в презентации монеты. «Для нас важно, отпраздновать юбилей Тинтина не только в Бельгии, но и во всем мире», сказал он. Аверс: Портрет Тинтина и его собаки Snowy. Реверс: Карта Европейского Союза с 2004 года. Название «Бельгия» выгравировано на трех официальных языках, а также номинал 10 евро, в окружении 12 звезд Европейского Союза. |                                             |                                                  |                                                  |  |
| |                                             |                                                  |                                                  |  |
| | Расширение Европейского союза               |                                                  |                                                  |  |
| Художник: Люк Люикс (Luc Luycx) | Художник: Люк Люикс (Luc Luycx)             | Монетный двор: Королевский монетный двор Бельгии | Монетный двор: Королевский монетный двор Бельгии |  |
| Номинал: €10 | Металл: Ag 925 (серебро 925 пробы)          | Тираж: 40,626                                    | Качество: пруф                                   |  |
| Дата выпуска: 30 июля 2004 | Диаметр: 33 мм                              | Вес: 18.75 г                                     |                                                  |  |
| Аверс: Европа, похищенная Зевсом, смотрит на континент Европа. Континент Европа был назван в честь этой мифологической героини. В VIII веке, название континента — Европа встречается в документах эпохи Карла Великого. Название Европа, как географический термин впервые использовали древнегреческие географы, такие как Страбон. Это название произошло от греческого слова Europa (Ευρώπη) почти во всех европейских языках. Европа часто используется как символ Европы. Реверс: Карта Европейского Союза с 2004 года. Название «Бельгия» выгравировано на трех официальных языках, а также номинал 10 евро, в окружении 12 звезд Европейского Союза. |                                             |                                                  |                                                  |  |
| |                                             |                                                  |                                                  |  |
| | 70-летие со дня рождения короля Альберта II |                                                  |                                                  |  |
| Художник: Люк Люикс (Luc Luycx) | Художник: Люк Люикс (Luc Luycx)             | Монетный двор: Королевский монетный двор Бельгии | Монетный двор: Королевский монетный двор Бельгии |  |
| Номинал: €50 | Металл: Au 999 (золото 999 пробы)           | Тираж: 3,671                                     | Качество: пруф                                   |  |
| Дата выпуска: 30 июля 2004 | Диаметр: 21 мм                              | Вес: 6.22 г                                      |                                                  |  |
| Аверс: Портрет короля Альберта II. В левой части монеты, сверху изображена королевская монограмма, снизу число 70, которое символизирует 70-летие короля. Реверс: Карта Европейского Союза с 2004 года. Название «Бельгия» выгравировано на трех официальных языках, а также номинал 50 евро, в окружении 12 звезд Европейского Союза. |                                             |                                                  |                                                  |  |
| |                                             |                                                  |                                                  |  |
| | Расширение Европейского союза               |                                                  |                                                  |  |
| Художник: Люк Люикс (Luc Luycx) | Художник: Люк Люикс (Luc Luycx)             | Монетный двор: Королевский монетный двор Бельгии | Монетный двор: Королевский монетный двор Бельгии |  |
| Номинал: €100 | Металл: Au 999 (золото 999 пробы)           | Тираж: 5,000                                     | Качество: пруф<                                  |  |
| Дата выпуска: 2004 | Диаметр: 29 мм                              | Вес: 15.55 г                                     |                                                  |  |
| С 1 мая 2004, в состав Евросоюза вошли бывшие страны Варшавского договора (Чехия, Эстония, Венгрия, Латвия, Литва, Польша, Словакия и Словения), а также Кипр и Мальта. Это стало самым большим расширением Евросоюза, хотя новые страны уступали в экономическом развитии остальным странам Евросоюза]. В честь этого знаменательного события, Бельгия выпустила коллекционную золотую монету Аверс: Десять знаменитых достопримечательностей, каждая из которых расположена в одной из десяти новых стран-членов Европейского союза, в центре символ евро, который по кругу окружён 12 звездами Евросоюза. Реверс: Карта Европейского Союза с 2004 года, справа от которой названия новых стран вошедших в Евросоюз. Название «Бельгия» выгравировано на трех официальных языках, а также номинал 100 евро, в окружении 12 звезд Европейского Союза. |                                             |                                                  |                                                  |  |